# Wasiljewskij Moch
Wasiljewskij Moch – osiedle typu miejskiego w Rosji, w obwodzie twerskim. W 2010 roku liczyło 2122 mieszkańców.